# Apeadeiro de Canelas
O Apeadeiro de Canelas, originalmente denominado de Canellas, é uma gare ferroviária da Linha do Norte, que serve a freguesia de Canelas, no município de Estarreja, em Portugal.

## Caracterização

### Localização e acessos
Situa-se junto à localidade de Canelas, possuindo acesso rodoviário pela Rua da Estação.

### Serviços
Esta interface é utilizada pelos serviços urbanos da Linha de Aveiro, da rede de comboios urbanos do Porto da operadora Comboios de Portugal.

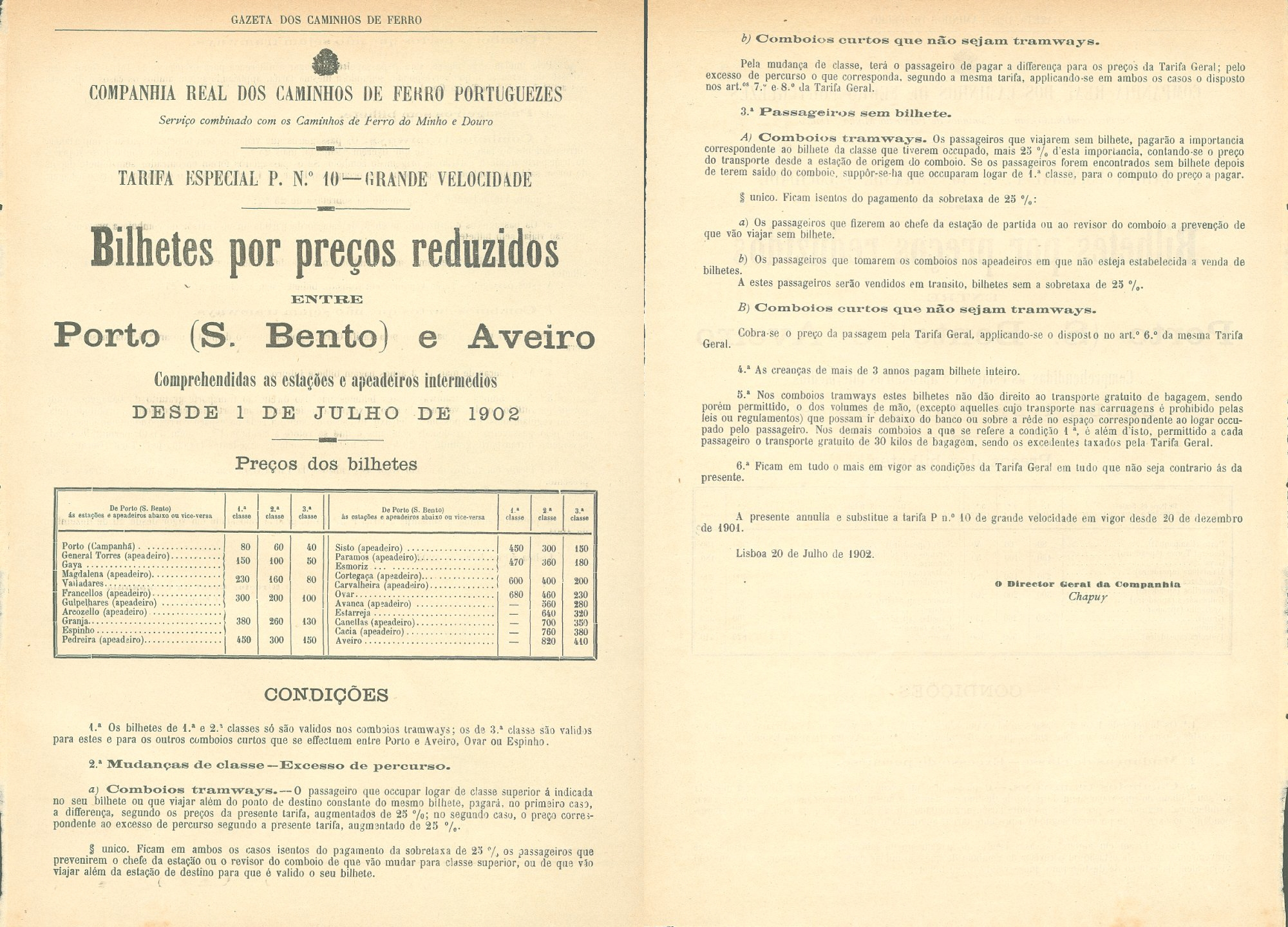
Aviso de 1902, onde este apeadeiro surge com o nome "Canellas"

## História

### Inauguração
Este apeadeiro situa-se no troço da Linha do Norte entre Estarreja e Taveiro, que foi aberta à exploração pela Companhia Real dos Caminhos de Ferro Portugueses em 10 de Abril de 1864. No entanto, não fez parte do troço original, uma vez que, em Março de 1902, estava prevista a sua instalação, com categoria de apeadeiro e a denominação de Canellas. Serviria a localidade de Salreu, e deveria ter apenas movimento de passageiros. No mesmo mês, foi aprovada a construção, devendo o apeadeiro ficar ao quilómetro 283,300 da Linha do Norte.
Um aviso de 9 de Junho desse ano da Companhia Real informou que este apeadeiro iria abrir no dia 15 de Junho, apenas para o serviço de passageiros pelos comboios tramways.

### Ampliação
Uma portaria do Ministério das Obras Públicas e Comunicações de 30 de Setembro de 1936 aprovou um projecto da Companhia dos Caminhos de Ferro Portugueses para a ampliação do apeadeiro de Canelas, então situado no quilómetro 283,273.70 da Linha do Norte. Este projecto incluía a instalação de um S de ligação entre as duas vias, e a construção de uma casa para o empregado. Para este fim, deveriam expropriadas duas parcelas de terreno à direita da Linha do Norte, entre os quilómetros 283,247.00 e 283,400.00. No mesmo dia, também foi anulada uma outra portaria semelhante, que tinha sido publicada no Diário do Governo n.º 137, III Série, de 15 de Junho, e que tinha saído de forma incorrecta. As obras de adaptação de Canelas a estação foram concluídas em 1940.

### Século XXI
Em 2003, estava previsto o encerramento deste Apeadeiro, junto com o de Salreu, para serem substituídos por uma única interface, no âmbito de um projecto de remodelação da Linha do Norte. Esta solução foi contestada pela autarquia de Estarreja e pelas populações locais, pelo que a Rede Ferroviária Nacional decidiu remodelar o Apeadeiro de Canelas e construir uma nova interface em Salreu. As obras de remodelação no Apeadeiro de Canelas tiveram lugar em 2007, tendo-se previsto a sua entrada em funcionamento em Dezembro desse ano; as principais alterações foram a criação de um parque de estacionamento para veículos ligeiros e transportes colectivos, modificação dos cais de passageiros, instalação de uma passagem superior pedonal, e a construção de vedações para delimitar as áreas ferroviárias.
Em Outubro de 2009, o antigo edifício principal deste Apeadeiro foi remodelado e cedido à Câmara municipal de Estarreja, de modo a ser aproveitado para fins culturais e ambientais. Este projecto, denominado de Estação Viva, foi executado pela empresa Ramalho Rosa Cobetar Sociedade de Construções, S. A..

No ano de 2010, foram roubados cerca de 60 metros de fio de cobre junto ao Apeadeiro de Canelas, o que resultou em problemas nos sistemas de sinalização.